# 奧特巴克冰原島峰

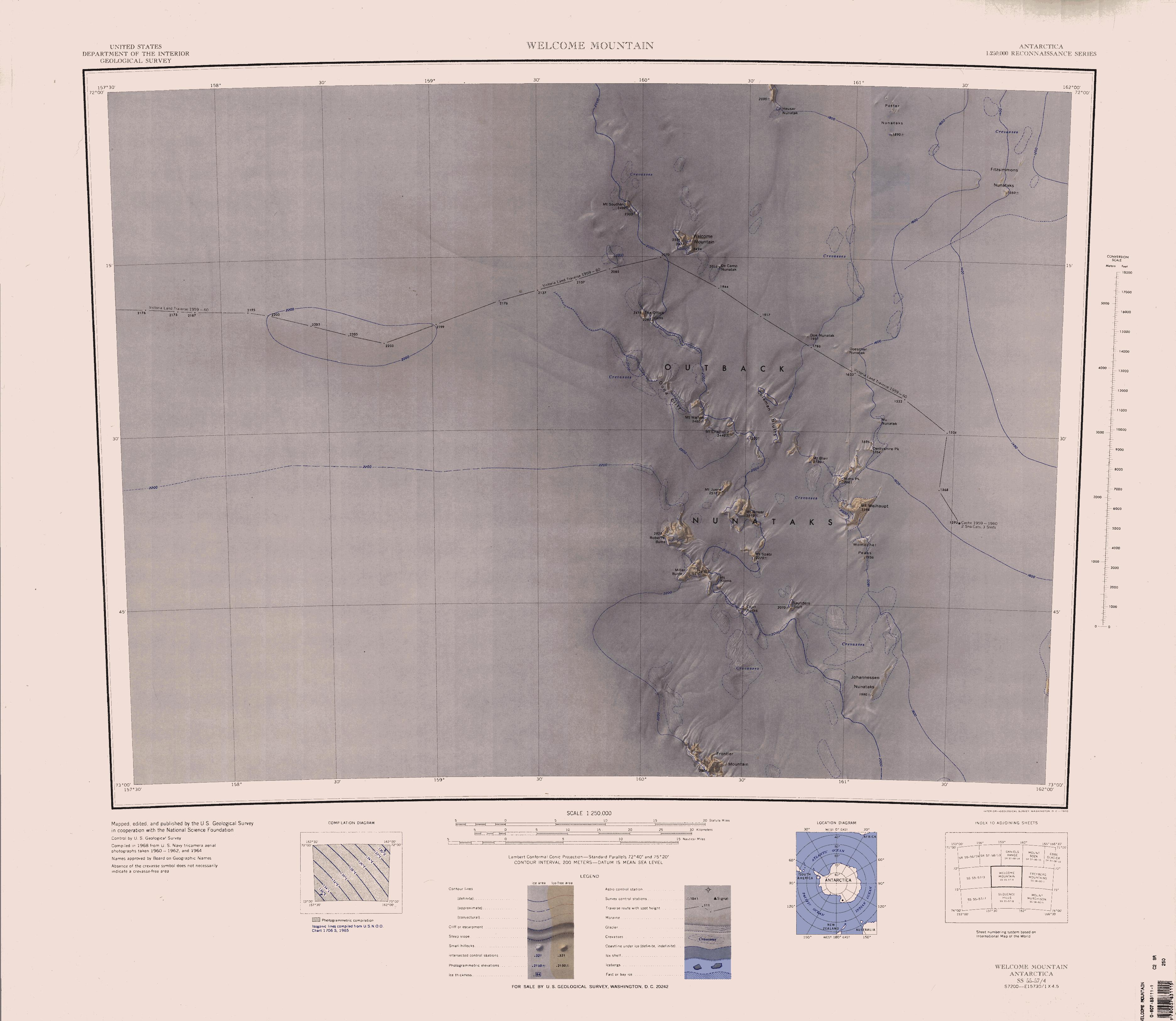

72°30′S 160°30′E / 72.500°S 160.500°E
奧特巴克冰原島峰（英語：Outback Nunataks），是南極洲的冰原島峰，長60公里、寬32公里，處於莫紐門特冰原島峰以西，由美國探險隊發現，現時由南極條約體系管理。